# Мальцман, Виктор Павлович
Ви́ктор Па́влович Ма́льцман (1918—1987) — советский волейболист, игрок сборной СССР (1950). Чемпион Европы 1950, чемпион СССР 1951. Нападающий. Мастер спорта СССР (1949).
Выступал за команды: «Спартак» (Москва), 1947—1948 — «Локомотив» (Москва), с 1949 — «Динамо» (Москва). Чемпион СССР 1951, серебряный (1950, 1952, 1953) и бронзовый (1949) призёр союзных первенств, обладатель Кубка СССР (1950—1952).
В составе сборной СССР в 1950 году стал чемпионом Европы.
За участие в Великой Отечественной войне был награждён орденом Отечественной войны 2-й степени.